# 55428 Cappellaro
55428 Cappellaro este un asteroid din centura principală de asteroizi.

## Descriere
55428 Cappellaro este un asteroid din centura principală de asteroizi. A fost descoperit pe 14 octombrie 2001 la Cima Ekar în cadrul programului Asiago-DLR Asteroid Survey. Asteroidul prezintă o orbită caracterizată de o semiaxă mare de 2,58 ua, o excentricitate de 0,18 și o înclinație de 8,1° în raport cu ecliptica.